# 新胡里尼夫卡
51°43′56″N 32°17′22″E / 51.73222°N 32.28944°E
新胡里尼夫卡（烏克蘭語：Нова Гуринівка）是烏克蘭北部切爾尼希夫州科留基夫卡區的村莊。該村面積0.17平方公里，海拔高度145米，2001年人口17，人口密度每平方公里101.2人。